# ŽVK Mladost
ŽVK Mladost je ženski vaterpolo-klub iz Zagreba. Nadimak je žabice sa Save.
Klupsko sjedište je na adresi Jarunska 5.

## Trofeji
Prvenstvo Hrvatske:
- prvakinje: 2009., 2010., 2012., 2013., 2014., 2015., 2017., 2018., 2019., 2020.

Kup Hrvatske:
- pobjednice: 2008., 2011., 2012., 2013., 2014., 2017., 2018.

Sezone 2007./08. osvojile su svoj prvi kup Hrvatske.
Sezone 2011./12. osvojile su svoj drugi kup Hrvatske pobjedom nad splitskom Burom u produžetcima 15:13 na završnom turniru u Višnjiku u Zadru.
Sezone 2012./13., osvojile su svoj treći kup Hrvatske pobjedom nad splitskom Burom.
Sezone 2012./13. vodi ih trener Nikica Gulin.

## Poznate igračice
Na EP 2010. kad su hrvatske vaterpolistice nastupile prvi put u povijesti, Mladost je dala ove igračice: Natašu Anđelić, Andreu Artuković, Luciju Drobac, Anu Gavran, Anamariju Reić-Kranjac, Aidu Šehić, Miu Šimunić i Blaise Staničić.

## Vanjske poveznice
- HAVK Mladost žene  Arhivirana inačica izvorne stranice od 10. rujna 2012. (Wayback Machine)
- Stranice na Facebooku
- Hrvatski vaterpolski savez[neaktivna poveznica]